# Cité lyonnaise de l’environnement et de l’analyse
Pour les articles homonymes, voir CLEA.

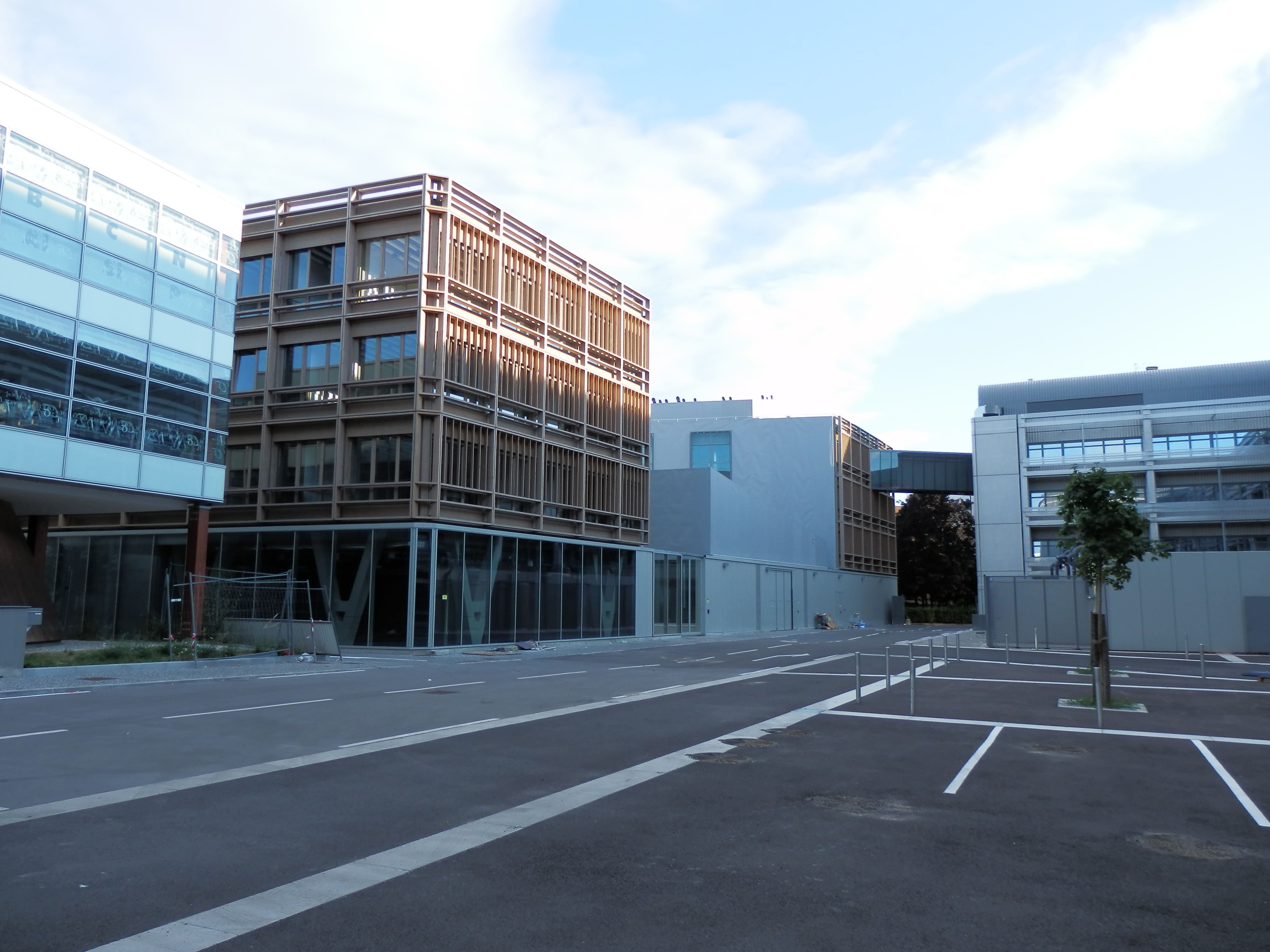

La cité lyonnaise de l’environnement et de l’analyse (CLEA) regroupe en trois bâtiments (CRMN, INRAE et ISA) des unités de recherche en lien avec l’environnement et de la chimie analytique à proximité du campus de la Doua à Villeurbanne (Rhône). Ouverte en 2008, elle accueille près de 300 chercheurs.
Le Centre européen de Résonance Magnétique Nucléaire (CRMN) abrite le spectromètre le plus puissant du monde, depuis 2009.
Le bâtiment ISA Institut des Sciences Analytiques abrite l'institut lumière matière et le service central d'analyse. La maîtrise d'ouvrage de cet édifice revient au CNRS, et l'architecte choisi est le cabinet Hauvette et associés.
Le coût de la réalisation de cette cité s'élève à 56 000 000 € pour près de 11 000 m2 de superficie.